# Tassili n'Ajjer
Das Tassili n'Ajjer (Zentralatlas-Tamazight ⵜⴰⵙⵉⵍⵉ ⵏ ⴰⵊⵊⵔ Tasili n Ajjer, arabisch طاسيلي ناجّر, DMG Ṭāsīlī nāǧǧar) ist eine Gebirgskette in der Sahara in Südost-Algerien.

## Geographische Lage
Die Gebirgskette schließt nordöstlich an das vulkanische Ahaggargebirge an und besteht größtenteils aus Sandstein. Sie verläuft etwa 500 Kilometer von 26° 20′ N, 5° 0′ O ostsüdöstlich bis 24° 0′ N, 10° 0′ O. Hier reicht sie bis an den nordwestlichen Rand des Tschadbeckens. Die Erosion hat in dem Gebiet neben anderen sehenswerten Formen fast 300 Steinbögen gebildet. Der höchste Punkt ist der Dschebel Afao mit 2158 m bei 25° 12′ N, 8° 7′ O.
Die nächsten Städte sind Illizi am Nordrand der Kette, Bordj El Haouas und Djanet am Südwestrand sowie jenseits der libyschen Grenze im Osten liegt Ghat. Für den Fernverkehr erschlossen wird das Gebirge von der Nationalstraße 3 (Algerien).

## Vegetation
Wegen der Höhenlage und der wasserspeichernden Eigenschaften des Sandsteins ist die Vegetation etwas reicher als in der umliegenden Wüste. Dazu gehört ein sehr lichter Baumbestand aus der gefährdeten, endemischen Sahara-Zypresse (Cupressus dupreziana) und der Sahara-Myrte (Myrtus nivellei) in den höheren Lagen im Osten des Gebietes.

## Felsmalereien
Das Tassili n'Ajjer ist auch für die prähistorischen Felsmalereien und andere archäologische Fundstätten aus dem neolithischen Pluvial bekannt. Altersbestimmungen mit der Radiokarbonmethode sind nicht möglich, da keine organischen Pigmente verwendet wurden. Eine Thermolumineszenzdatierung (OSL) des Bodens unmittelbar vor 13 Felsmalereien ergab ein Alter nicht über 9–10.000 Jahre. Dargestellt sind unter anderem Elefanten, Giraffen und Krokodile, sowie Pastoralismus mit Rinderhaltung. Damals war das lokale Klima viel feuchter und eher savannenartig als wüstenartig. Weltweit bekannt wurden die Felsmalereien durch die Veröffentlichungen von Abbildungen durch die beiden französischen Archäologen Henri Breuil (1954) und Henri Lhote (1959).

## Schutzpark
Ein großer Teil der Gebirgskette (72.000 km²), einschließlich der Zypressen und archäologischen Fundstätten, wurden 1972 durch einen Nationalpark geschützt, der seit 1982 als Weltkulturerbe und Weltnaturerbe anerkannt ist. Er wurde 1986 auch als Biosphärenreservat ausgewiesen.

## Bewohner
Die Bewohner des Berglandes und der umliegenden Wüstengebiete gehören zur Tuareg-Konföderation der Kel Ajjer (Leute von Ajjer).
Ihre Kultur wurde erstmals zwischen 1850 und 1860 von den Afrikaforschern Heinrich Barth und Henri Duveyrier erforscht und beschrieben. Das islamische Neujahr (Aschura) feiern sie mit dem zehntägigen Sebiba-Fest in Djanet.